# Juan de la Cerda y Silva
Juan de la Cerda y Silva (c. 1514 - 1575), IV duque de Medinaceli, grande de España, fue un noble español.

## Biografía
Sus padres eran Juan de la Cerda y Bique, II duque de Medinaceli, y su segunda esposa María de Silva. 
En 1552, Juan de la Cerda heredó sus títulos nobiliarios de su medio hermano Gastón de la Cerda y Portugal.
En 1557, el rey Felipe II de España le designó Virrey de Sicilia, una posición que mantuvo hasta 1564. Durante ese periodo, participó a la campaña de asedio de la ciudad de Trípoli, actualmente en Libia, en la que se enfrentó a Dragut, un pirata turco y almirante otomano. La flota, que contaba con naves de España, Génova, La Toscana, la Orden de Malta y los Estados Papales fue destruida casi en su totalidad durante la Batalla de Los Gelves.
En 1561 fue nombrado Virrey de Navarra, puesto que supuestamente ocupó hasta 1572, pero parece ser que hacia finales de 1570 se convirtió en cabeza de familia de la reina Ana de Austria, una posición que mantuvo hasta su muerte en 1575.
En primavera de 1572, Felipe II envió de la Cerda a los Países Bajos como gobernador. Según Henry Kamen, Medinaceli comunicó al rey que

El rigor excesivo, la mala conducta de ciertos oficiales y soldados, y la Décima son la causa de todos los males, y no la herejía o la rebelión [...].

Uno de los oficiales del gobernador declaró que en los Países Bajos el nombre de la Casa de Alba era considerado como aborrecible. Medinaceli intentó convencer al rey para que destituyera a Fernando Álvarez de Toledo y Pimentel - III duque de Alba de Tormes como comandante militar. Al ver que las opiniones de Medinaceli y Alba eran incompatibles y frente a la delicada situación militar que atravesaban los Países Bajos, el rey Felipe II decidió mantener la confianza en Alba y si bien primeramente relevó a Medinaceli de sus funciones como gobernador también procedió a retirar a Alba y los sustituyó por Luis de Requesens y Zúñiga.

## Descendientes
El 7 de abril de 1541, en Ocaña, Juan de la Cerda contrajo matrimonio con Juana Manuel (hija de Sancho de Portugal, II conde de Faro), con quien tuvo siete hijos:
- María de la Cerda (c. 1542 - c. 1575), quien contrajo matrimonio con Antonio de Aragón y Cardona, IV duque de Montalto
- Juan de la Cerda y Portugal, V duque de Medinaceli, (1544 - duque entre 1575 y 1594).
- Gastón de la Cerda y Silva (c. 1546 - c. 1562), que fue capturado y que murió como prisionero en Constantinopla.
- Sancho de la Cerda y Portugal, I marqués de la Laguna de Camero Viejo (c. 1550 - 1626)
- Ángela de la Cerda, que contrajo matrimonio con Pedro Julio de Luna y Peralta, II duque de Bivona.
- Blanca de la Cerda, I marquesa de Rifes, quien contrajo matrimonio con Fernando de Silva y de Monroy, VI conde de Cifuentes.
- Catalina de la Cerda, que contrajo matrimonio con Francisco Gómez de Sandoval y Rojas, I duque de Lerma. Su nieta Luisa de Guzmán se convirtió en la reina de Portugal (antepasado de todos los monarcas posteriores) y su bisnieta fue Catalina Enriqueta de Braganza, reina consorte de Inglaterra.